# بريمودوس
بريمودوس هو اختبار للحمل يعتمد على الهرمونات، أنتجته شركة شيرينغ AG، وكان يُستخدم في الستينيات والسبعينيات. يتكون من قرصين يحتويان على مادة نوريثيستيرون (على شكل أسيتات) وإيثينيل ستراديول. كان يعمل عن طريق تحفيز الحيض لدى النساء غير الحوامل. ثم يتم فحص غياب النزيف الشهري لتحديد ما إذا كانت المرأة حاملًا أم لا. في كوريا الجنوبية، كان يُستخدم أيضًا بجرعة مزدوجة لتحفيز الإجهاض. تم طرحه لأول مرة في المملكة المتحدة في عام 1959، وتم سحبه من الأسواق في عام 1978. كان يُنتج بواسطة شركة شيرينغ AG، وهي شركة ألمانية تم الاستحواذ عليها من قبل شركة باير AG في عام 2006.

## التاريخ
في الستينيات، أجرت الدكتورة إيزابيل جال أبحاثًا في مستشفى كوين ماري للأطفال التي أظهرت وجود علاقة بين استخدام الدواء وعيوب خلقية شديدة. وقد خلصت مراجعة أجراها "لجنة سلامة الأدوية" في السبعينيات إلى أنه يجب عدم استخدام المنتج من قبل النساء الحوامل. انتهت القضايا القانونية في الثمانينيات المتعلقة بهذه الادعاءات دون الوصول إلى نتيجة حاسمة، وتمت الموافقة على إيقاف الإجراءات من قبل المحكمة. وفي عام 2014، أجرت وكالة الأدوية ومنتجات الرعاية الصحية مراجعة للقضية، وقيمت الدراسات التي أجريت حتى ذلك الحين، وخلصت إلى أن الأدلة على التأثيرات السلبية كانت غير حاسمة.
وفي تقرير مجموعة الخبراء التابعة للجنة الأدوية البشرية في المملكة المتحدة، الذي نُشر في نوفمبر 2017، تم التأكيد على أنه لا يوجد ارتباط سببي بين بريمودوس والإعاقات الشديدة في الأطفال. حيث أوصت مجموعة الخبراء بأن يتم عرض اختبار وراثي على العائلات التي استخدمت اختبار الحمل الهرموني وواجهت نتيجة حمل سلبية لتحديد ما إذا كان هناك سبب أساسي مختلف.